# NGC 1022
NGC 1022 је спирална галаксија у сазвежђу Кит која се налази на NGC листи објеката дубоког неба.
Деклинација објекта је - 6° 40' 39" а ректасцензија 2h 38m 32,5s. Привидна величина (магнитуда) објекта NGC 1022 износи 11,3 а фотографска магнитуда 12,2. Налази се на удаљености од 18,5000 милиона парсека од Сунца. NGC 1022 је још познат и под ознакама MCG -1-7-25, IRAS 02360-0653, PGC 10010.